# Litowyszcze
Litowyszcze (ukr. Літовище) – wieś na Ukrainie, w obwodzie lwowskim, w rejonie złoczowskim, w hromadzie Podkamień. 
Do 1946 roku miejscowość nosiła nazwę Litowisko (ukr. Літовисько, Litowyśko).

## Położenie
Na podstawie Słownika geograficznego Królestwa Polskiego i innych krajów słowiańskich: Litowisko to wieś w powiecie brodzkim, 20 km na północny wschód od Brodów, 18 km na północny zachód od Załościc.

## Historia
Właścicielem dóbr ziemskich Litowisko był m.in. hrabia Włodzimierz Dzieduszycki.
Do 2020 w rejonie brodzkim. 